# Jan Elders
Jan Elders (Bovenkarspel, 21 augustus 1900 – Dalfsen, 13 oktober 1992) was een Nederlands bestuurder.
Hij werd geboren als zoon van Jacob Elders (1868?-1960; landbouwer) en Wilhelmina Breed (1873-1959). Rond 1924 ging hij als accountant werken bij de drukkerij 'De Spaarnestad' in Haarlem en later trad hij in dienst bij een accountantsbureau. Daarna was Elders werkzaam bij een bollenbedrijf in Enkhuizen. Hij was bovendien namens de RKSP lid van de Enkhuizense gemeenteraad. In 1935 werd Elders de burgemeester van Bovenkarspel. Daarnaast was hij vanaf 1948 tot 1970 dijkgraaf van Drechterland. Hij bleef burgemeester tot hij in 1965 de pensioengerechtigde leeftijd had bereikt. Elders overleed in 1992 op 92-jarige leeftijd.
Jan Elders trouwde in 1923 met Johanna Josepha Borst en zij waren de ouders van onder anderen de hoogleraren Rechtsgeleerdheid Jacques Elders (1924-2015), Filosofie / Theologie Leo Elders (1926-2019), Musicologie Willem Elders (1934) en Filosofie Fons Elders (1936).